# Стах Вікторія Іванівна
Вікторія Іванівна Стах (нар. 11 квітня  1969, Київ) — українська поетеса, перекладачка, журналістка.

## Біографія
Народилася 1969 року в Києві. Закінчила філологічний факультет Національного університету ім. Т. Г. Шевченка. Працювала лаборантом на кафедрі української літератури, згодом молодшим науковим працівником у музеї-квартирі П. Г. Тичини. У 1992—1994 роках працювала завідувачкою відділом літератури й мистецтва еротичного часопису для сімейного читання «Лель». Працювала також редактором в журналі «Україна», кореспондентом в газеті «Україна молода», «Газета по-київськи» тощо. Писала колонки для «Газети по-українськи».
У 1998—1999 роках працювала над програмою «Не всі вдома» («Студія „1+1“», програмою «Чайник» (телеканал СТБ) та «Доброї ночі, Україно» (телекомпанія «ЕРА»).
З 1985 року почала друкуватися в українській періодиці як поетеса, прозаїк, публіцист, перекладач, журналіст та літературний критик.
Автор ідеї та співупорядник антології української еротичної поезії «Біла книга кохання». Співавтор численних антологій прози та поезії, сотень публікацій в українській періодиці.
Літературні псевдоніми: Мстислава Чайка, Мотря Чуйбіска, Жирка Зиґзиця, Яніра Мева. Під псевдонімом Віктір Остап писала паліндромони — вірші, які читаються однаково від початку до кінця і від кінця до початку.
Автор збірок віршів «Побачення біля трансформаторної будки», «Ритуальне самогубство», «Пан Кухоль» (для дітей) та «Шиза», друкувалася в численних антологіях та колективних збірниках.
Вірші використовувалися у виставах мистецької групи «Яра» (Yara Arts Group) при театрі Ля-Ма Ма в Нью-Йорку.
Як літературний редактор працювала з перекладами іноземних авторів і творами українських письменників. Відредагувала для українських видавництв переклади кількох десятків зарубіжних авторів, зокрема твори Айн Ренд, Сола Беллоу, Еріха Марії Ремарка, Анн-Софі Брасм, Девіда Г. Лоуренса, Жоеля Діккера, Джонатана Літтеля, Мілана Кундери, Аньєс Мартен-Люґан, Жоржі Амаду тощо. Працює переважно з «Видавництвом Старого Лева» (ВСЛ).
Лауреат премії видавництва «Смолоскип» за цикл інтерв'ю з проблем мистецтва (1995). Здобула відзнаку Творчої Асоціації «500» як «Жінка, яка робила в літературі 90-х років усе, що хотіла вона сама» (1999 рік). Переможниця літературного конкурсу короткої прози «Сила малого», який проводив тижневик «Сім'я і дім».
Вірші перекладено англійською мовою.
Чоловік — Михайло Бриних, літератор.
Виховала трьох дітей.

## Творчість
З 1985 року почала друкуватися в українській періодиці як поетеса, прозаїк, публіцист, журналіст та літературний критик.
Автор ідеї та співупорядник антології української еротичної поезії «Біла книга кохання». Співавтор численних антологій прози та поезії.
Автор збірок віршів «Побачення біля трансформаторної будки», «Ритуальне самогубство», «Пан Кухоль» (для дітей), друкувалася в антологіях та колективних збірниках.
Лауреат премії видавництва «Смолоскип» за цикл інтерв'ю з проблем мистецтва (1997). Переможниця конкурсу «Сила малого».
Деякі тексти Вікторії Стах було покладено на музику гуртом «Мертвий півень».
Вірші перекладалися англійською та російською мовами.

## Твори

### Збірки поезії
- «Побачення біля трансформаторної будки» (Молодь, 1991)
- «Пан Кухоль», вірші для дітей. (Бібліотека журналу «Однокласник», 1992)
- «Ритуальне самогубство», ISBN 9666630575 Інформація про книжку на сайті видавництва «Кальварія»
- «Шиза» (Легенда, 2019)

### Антології та колективні збірники
- Антологія поезії «Молоде вино» (Смолоскип, 1994)
- Антологія прози «Тексти» (Смолоскип, 1995)
- Антологія поезії «Дев'ятдесятники» (Лілея, 1998)
- Антологія української поезії ХХ століття «Дивоовид» (Богдан, 2007)
- «Улюблені вірші про кохання» (Богдан, 2007)
- Автор та упорядниця Антології української еротичної поезії «Біла книга кохання» (Богдан, 2008)
- IN A DIFFERENT LIGNT. A bilingual anthology of Ukrainian Literature Translated into English by Virlana Tkacz and Wanda Phipps as Performed by Yara Arts Group. (Sribne Slovo Press, 2008)
- Антологія сучасної малої прози «Сила малого» (Твердиня, 2008)
- Антологія прози «Аметистовий жмуток казусів» (Апріорі, 2010)
- Антологія українського верлібру «Ломикамінь» (Піраміда, 2018)

### Переклади
- Симона Вілар, «Лазарит. Тінь меча». КСД, 2013.
- Яна Дубинянська, «Свій час». ВСЛ, 2016.
- Станіслав Асеєв, "Світлий шлях" Історія одного концтабору. ВСЛ, 2020
- Ілларіон Павлюк, "Я бачу, вас цікавить пітьма". ВСЛ, 2020.

## Джерело
- Мала українська енциклопедія актуальної літератури, Плерома, 3, проект Повернення деміургів — Івано-Франківськ: Лілея-НВ, 1998. — с. 103.